# Первая леди США
Первая леди США (англ. First Lady of the United States) — титул хозяйки Белого дома. Хотя её обязанности официально не определены, она играет важную роль в общественной жизни страны. Традиционно первой леди является супруга президента США, но иногда этот титул присваивался женщине, которая супругой главы государства не являлась — в случае, когда президент был холост или овдовел, или когда его супруга не могла выполнять обязанности первой леди. С 20 января 2025 года первой леди является Мелания Трамп, супруга Дональда Трампа.
Должность первой леди не является выборной, её роль официально не определена. Традиционно хозяйка Белого дома не занята иной трудовой деятельностью, в её круг обязанностей входит забота обо всех церемониях Белого дома. Она присутствует на многих официальных церемониях и государственных мероприятиях, как в сопровождении президента, так и самостоятельно. У первой леди есть свой штат служащих, включая общественного секретаря Белого дома, руководителя штата работников, пресс-секретаря, главного флориста, шеф-повара. Офис первой леди является ветвью Исполнительного офиса президента США.
Титул «первая леди» впервые был использован в панегирике четвёртого президента Джеймса Мэдисона, посвящённом его супруге Долли Мэдисон. Однако в официальное обращение термин вошёл только после появления в Белом Доме Харриет Лэйн.
Самой первой леди США считается Марта Вашингтон, супруга первого президента Джорджа Вашингтона, хотя сам термин вошел в широкое употребление позже. У президентов Джона Тайлера и Вудро Вилсона было по две первые леди, оба они сочетались вторым браком в течение президентского срока. После инаугурации Дональда Трампа 20 января 2025 года его супруга Мелания Трамп стала Первой леди США, сменив на этом посту Джилл Байден, супругу Джозефа Байдена.
Ныне живущими являются четыре бывших первых леди: Хиллари Клинтон, супруга Билла Клинтона; Лора Буш, супруга Джорджа Буша младшего; Мишель Обама, супруга Барака Обамы; Джилл Байден, супруга Джозефа Байдена.